# Drametse
Drametse (en dzongkha: དགྲ་མེད་རྩེ་།), también transliterado como Dramitse o Dametsi, es un pueblo en el gewog de Drametse al este del distrito de Mongar en la zona oriental de Bután. De acuerdo al censo, la población en 2005 fue de 541 habitantes, cifra que ascendió hasta los 969 residentes en 2017.

## Administración
Drametse es la cabeza de su gewog, una unidad de gobierno inferior a los distritos. Este subdistrito de 79 km² comunica con la capital del dzongkhag, Mongar, vía una carretera de 71 km. La economía es eminentemente agraria, ganadera y forestal. En la zona se plantan diversos tubérculos, maíz y patatas. También alberga una granja avícola comercial y una granja lechera, además de una cooperativa de extracción de resina y aceites esenciales.

## Servicios
A 2100 metros sobre el nivel del mar, se encuentra a escasos kilómetros de Trashigang, capital del distrito homónimo. La población cuenta con una institución educativa, la escuela central Dramedtse, y una unidad básica de salud. Todo el gewog tiene acceso a las telecomunicaciones.

## Cultura

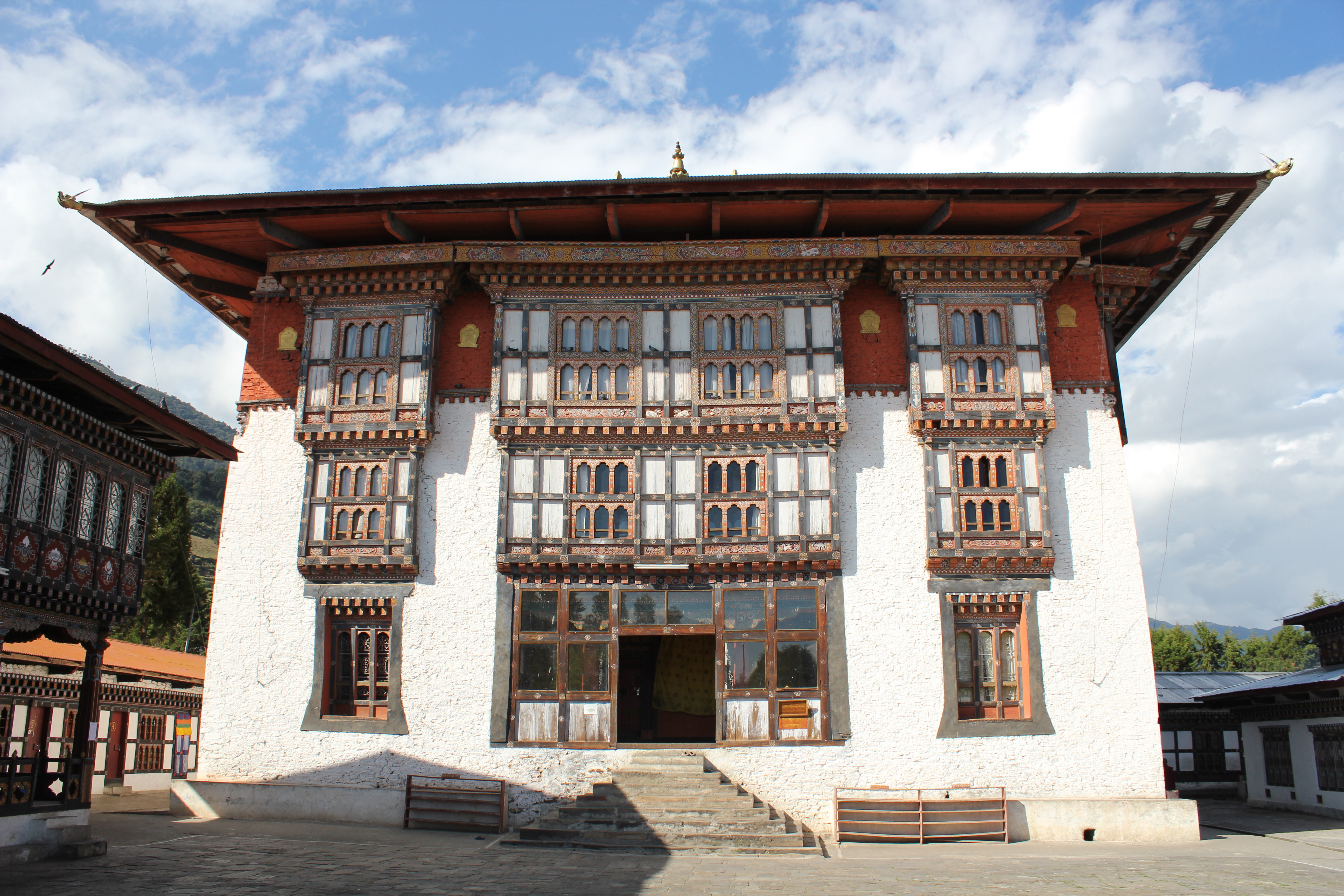
Vista del edificio del templo, ejemplo de la arquitectura tradicional butanesa.

En el pueblo se encuentra el lhakhang Drametse, fundado en el año 1511 por la hija o nieta de Pema Lingpa y considerado uno de los más importantes del este de Bután. El complejo da cabida a más de cien monjes y gomchen (monjes laicos o casados). Es conocido por ser el origen de la danza cham Drametse Ngacham, que se practica en muchos festivales tsechu. Este baile se propuso para la Lista Representativa del Patrimonio Cultural Inmaterial de la Humanidad de la Unesco en 2005, inscripción que se hizo efectiva en 2008.